# Great American Bank Classic 1990
Great American Bank Classic 1990 — жіночий тенісний турнір, що проходив на відкритих кортах з твердим покриттям у Сан-Дієго (США). Належав до турнірів 3-ї категорії в рамках Туру WTA 1991. Відбувсь утринадцяте і тривав з 6 до 12 серпня 1990 року. Перша сіяна Штеффі Граф здобула титул в одиночному розряді.

## Фінальна частина

### Одиночний розряд
Штеффі Граф —  Мануела Малєєва-Франьєре 6–3, 6–2.
- Для Граф це був 6-й титул в одиночному розряді за сезон і 50-й — за кар'єру.

### Парний розряд
Патті Фендік /  Зіна Гаррісон —  Еліз Берджін /  Розалін Феербенк-Нідеффер 6–4, 7–6(7–5).